# All Out (2024)
Pour les articles homonymes, voir All out.
All Out (2024) est un Pay-per-view de catch (lutte professionnelle) produit par la promotion américaine All Elite Wrestling. L'événement a eu lieu le 7 septembre 2024 à la NOW Arena à Hoffman Estates (Illinois) (présenté comme Chicago). Il s'agit de la 6e édition de All Out.

## Production
All Out est un Pay-per-view annuel de catch (lutte professionnelle) qui a lieu tous les mois de septembre de chaque année depuis la création de la compagnie en 2019,.
Le 11 avril 2024, la compagnie annonce que la 6e édition du PPV aura lieu le 7 septembre à la Now Arena à Hoffman Estates (Illinois). 

## Contexte
Les spectacles de la All Elite Wrestling (AEW) sont constitués de matchs aux résultats prédéterminés par les scénaristes de la compagnie. Ces rencontres sont justifiées par des storylines – une rivalité entre catcheurs, la plupart du temps – ou par des qualifications survenues dans les shows de la AEW tels que Dynamite, Rampage et Collision. Tous les catcheurs possèdent un gimmick, c'est-à-dire qu'ils incarnent un personnage gentil (Face) ou méchant (Heel), qui évolue au fil des rencontres. Un événement comme All Out est donc un événement tournant pour les différentes storylines en cours.

## Tableau des matchs
| Ordre par numéros | Résultat | Stipulation(s)                                                                   | Temps |
| --- | --- | -------------------------------------------------------------------------------- | ----- |
| 1P | The Acclaimed (Anthony Bowens et Max Caster) (avec Billy Gunn) bat The Iron Savages (Bear Boulder et Bulk Bronson) (avec Jacked Jameson),                                                                                          | Tag Team match                                                                   | 8:10  |
| 2P | The Sons of Texas (Dustin Rhodes et Sammy Guevara) et Hologram battent The Premier Athletes (Tony Nese, Ari Daivari et Josh Woods) (avec "Smart" Mark Sterling),                                                                   | Trios match                                                                      | 9:50  |
| 3P | Bang Bang Gang (Juice Robinson et The Gunns) battent The Dark Order (Evil Uno, Alex Reynolds et John Silver), | Trios match                                                                      | 7:35  |
| 4P | The Undisputed Kingdom (Matt Taven, Mike Bennett et Roderick Strong) battent The Beast Mortos et Shane Taylor Promotions (Shane Taylor et Lee Moriarty) et Top Flight (Action Andretti, Dante et Darius Martin) (avec Leila Grey), | 3-Way Trios match                                                                | 10:55 |
| 5 | MJF bat Daniel Garcia, | Match simple                                                                     | 23:40 |
| 6 | The Young Bucks (Matthew et Nicholas Jackson) (c) battent Blackpool Combat Club (Claudio Castagnoli et Wheeler Yuta), | Tag Team match pour les AEW World Tag Team Championship                          | 15:45 |
| 7 | Will Ospreay (c) bat PAC, | Match simple pour le AEW International Championship                              | 20:20 |
| 8 | Kris Statlander (avec Stokely Hathaway) bat Willow Nightingale via décision de l'arbitre, | Chicago Street Fight match                                                       | 15:00 |
| 9 | Kazuchika Okada (c) bat Orange Cassidy, Mark Briscoe et Konosuke Takeshita (avec Don Callis), | 4-Way match pour le AEW Continental Championship                                 | 15:00 |
| 10 | Mercedes Moné (c) bat Hikaru Shida, | Match simple pour le AEW TBS Championship Kamille est bannie des abords du ring. | 16:30 |
| 11 | Bryan Danielson (c) bat Jack Perry, | Match simple pour le AEW World Championship                                      | 27:35 |
| 12 | "Hangman" Adam Page bat Swerve Strickland (avec Prince Nana), | Unsanctioned Lights Out Steel Cage match                                         | 31:30 |
| La lettre C placée entre parenthèses désigne la personne ou l’équipe championne en titre. P – indique que le match a eu lieu lors du pré-show | |                                                                                  |       |